# Gong-gi
Gong-gi es un juego coreano tradicional que se juega usando generalmente cinco piedras pequeñas del tamaño de una uva o piezas de plástico aunque se puede jugar con más. Se puede jugar solo o con amigos. Las piedras se llaman gonggitdol (que literalmente significa: piedras gong-gi). El juego tiene cinco niveles de dificultad creciente que ponen a prueba la coordinación mano-ojo, la destreza y el ritmo.
se encuentran juegos similares en otros países. El juego fue jugado históricamente por los persas, quienes lo llamaban "Yek Ghol Do Ghol". Este juego tradicional ha sido un pasatiempo popular entre los niños en Irán, a menudo jugado al aire libre o en superficies planas. También es un juego popular en la región del Kurdistán en Irak, donde se lo conoce como "Halma-qo".
El juego también se conoce por muchos otros nombres, incluidos Jjagebatgi en la provincia de Gyeongsang del Norte, Salgu en la provincia de Gyeongsang del Sur, Trupan en Cachemira y Datjjakgeoli en la provincia de Jeolla del Sur. En inglés también se conoce como Korean Jacks o Five Stones. Se pueden encontrar más nombres en 편, 2003, pp. 170–171  .